# Клавер, Мелоди
Мелоди Клавер (нидерл. Melody Zoë Klaver; род. 9 сентября 1990 года, Амстердам, Нидерланды) — нидерландская актриса

.

## Биография
Мелоди Клавер родилась 9 сентября 1990 года в Амстердаме. В 2014 году Клавер закончила Маастрихтские академию драматического искусства. В 2014 году Клавер получила награду за лучшее исполнение роли среди выпускников театральных школ Бельгии и Нидерландов (Международный фестиваль театральных школ). Также во время обучения в академии актриса принимала участие в некоторых кинематографических проектах.

## Фильмография
| Год       |   | Русское название     | Оригинальное название | Роль              |
| --------- | - | -------------------- | --------------------- | ----------------- |
| 2008      | ф | Зима в военное время | Oorlogswinter         | Эрика ван Бёзеком |
| 2010—2018 | с | Маастрихтские копы   | Flikken Maastricht    | Нина / Мерель     |
| 2018      | ф | Просто друзья        | Gewoon vrienden       | Мун               |